# Hofkirchen an der Trattnach
Hofkirchen an der Trattnach är en ort och kommun i Österrike. Den ligger i distriktet Grieskirchen i förbundslandet Oberösterreich, 190 kilometer väster om huvudstaden Wien.
Kommunen består av 16 orter (Ortschaften) (inom parentes invånarantal 1 januari 2024):

- Aigen (77)
- Brunham (115)
- Gassen (78)
- Hof (45)
- Hofkirchen an der Trattnach (843)
- Jungroith (47)
- Panbruck (27)
- Pichl (31)
- Regnersdorf (68)
- Ruhringsdorf (74)
- Schallbach (26)
- Sinzing (16)
- Sommerfeld (29)
- Still (49)
- Strötting (87)
- Weng (116)